# 스털링 대학교
스털링 대학교(영어: University of Stirling)는 1967년에 영국 스코틀랜드의 중세도시인 스털링에 설립된 국립종합대학교로 시 중심가에서 약 3km 떨어진 Bridge of Allan이라는 곳에 위치하고 있다. 스털링시에는 스코틀랜드 왕 James VI가 머물었던 스털링성(Stirling Castle)과 월러스 장군의 기념탑(Wallas Monument)이 있다.
스털링대학교의 캠퍼스는 아름다운 자연환경속에 자리하고 있는데, Abbey Craig와 the Ochil Hills 자락아래에 위치하고, 300에이크(1.2평방키로)의 광활한 대지위에 중세시대에 지어진 고성(Airthrey Castle)이 있고 그 주위에 골프장과 호수가 있는 완벽하게 친 환경적인 캠퍼스의 모습을 보이고 있다.
Airthrey 호수를 중심으로 한쪽은 강의실 건물, 도서관, 식당, 콘서트 홀, 상점, 은행, 우체국 등이 있고, 다른 한쪽은 수십동의 기숙사 건물들이 줄지어 있다. 모든 건물들은 하얀색으로 되어있어서 초록색의 자연과 멋진 조화를 이룬다.
호수가에 위치한 아름다운 도서관에는 50만권의 장서와 1만 종류의 잡지들이 소장되어 있어 학생들의 학구열을 충족시켜주고 있다.
약 10,000명 정도의 전교생에게는 기숙사 독방(single room)이 제공되며 기숙사 마다 주방시설이 구비되어있어 일년 내내 캠퍼스 안에서의 생활이 가능하다. 캠퍼스 안에서 모든 것이 가능하기 때문에 학생들이 시내에 나가지 않고도 편리한 생활을 할 수 있다.
전 세계 80개 국가에서 1,200명의 외국학생들이 유학을 와서 공부하는 국제적인 대학이며, 대규모 과학공원을 유치하여 현재 40여개의 회사들이 연구와 개발에 전념하고 있다. 그리고 국제회의나 학회들이 이곳에서 많이 열리고 있다.
유명학과로는 양식학과(유럽 최고 수준), 교육학과, 심리학과, 회계학과, 영문학과, 영화학과, 역사학과 등이 우수한 분야로 인정을 받고 있다.
스포츠 시설로는 골프장, Gannochy 국립테니스센터, 실내 수영장, 베드민턴, 스쿼시센터, 체조실 등 스코틀랜드에서 가장 우수한 체육시설을 갖추고 있다.

## 같이 보기
- 영국의 대학 목록